# Десантные транспорты-доки типа «Рэлей»
Десантные транспорты-доки типа «Рэлей» (англ. Raleigh-class amphibious transport dock) — серия из трёх американских десантных транспортов-доков. Строительство началось в 1960 году, головной корабль вступил в строй в 1962 году, последний корабль списан в 2005 году.

## Состав серии
| Название  | Номер | Верфь        | Заложен    | Спущен     | В строю    | Списан     | Регистр |
| --------- | ----- | ------------ | ---------- | ---------- | ---------- | ---------- | ------- |
| Raleigh   | LPD-1 | New York NSY | 23.06.1960 | 17.03.1962 | 08.09.1962 | 13.12.1991 | LPD-1   |
| Vancouver | LPD-2 | New York NSY | 19.11.1960 | 15.09.1962 | 11.05.1963 | 31.03.1992 | LPD-2   |
| La Salle  | AGF-3 | New York NSY | 02.04.1962 | 03.08.1963 | 22.02.1964 | 27.05.2005 | AGF-3   |